# Carex ischnogyne
Carex ischnogyne là một loài thực vật có hoa trong họ Cói. Loài này được Gilli publ. 1983 mô tả khoa học đầu tiên năm 1980.